# François Couperin
François Couperin (Pariz, 10. studenog 1668. – Pariz 12. rujna 1733.), ugledni francuski barokni skladatelj, orguljaš i čembalist. Poznat je kao "Couperin le Grand" (Veliki Kupren), kako bi se razlikovao od ostalih članova glazbeno nadarene obitelji Couprain.
Podučavao ga je njegov otac Charles Couperin i Jacques Thomelin. 1685 postaje orguljaš crkve Saint-Gervais u Parizu, posao koji će kasnije prepustiti ostalim članovima svoje obitelji. Godine 1693. je naslijedio svog učitelja Thomelina kao orguljaš kraljevske kapele (Chapelle Royale), s titulom "organiste du Roi", postavljen od strane kralja Luj XIV. 1717. dobiva priznanje orguljaša i skladatelja na dvoru u zvanju "ordinaire de la musique de la chambre du Roi". Držao je s prijateljima, koncerte vikendom, obično nedjeljom, za kralja.
Na Couperina je jako utjecao Arcangelo Corelli čiju trio-sonatu je predstavio u Francuskoj, objavom 1726. "Les Nations", zbirku od 4 svite...itd. Njegovo najpoznatije pedagoško djelo je "L'Art de toucher le clavecin", objavljeno 1716. Ova i druge knjige jako su utjecale na Johanna Sebastiana Bacha, kao i na druge skladatelje, Johannesa Brahmsa i dr.

## Vanjske poveznice
- Kunst der Fuge: François Couperin – MIDI files
- MP3 files of Kyrie movements of "Mass for the Convents": Kyrie 1 (Plein jeu) (1.4 MB), Kyrie 2 (Fugue) (2.2 MB), Kyrie 5 (Dialogue) (2.6 MB)